# مهاجرت از ایران
مهاجرت از ایران (یا کوچ کردن از ایران) اشاره دارد به چرایی، پیش‌زمینه‌ها و آمار مربوط به برون‌کوچی مردم بومی و غیر بومی از ایران. خروج از ایران، برای مردم، تحصیل‌کردگان و دیگر نخبگان ایرانی، می‌تواند دلایل گوناگونی داشته باشد. اگرچه دلایل سیاسی و اجتماعی، از چرایی‌های غالب هستند. مهاجرت متخصصان و نخبگان علمی، سرمایه‌داران، ورزشکاران و نیروی جوان از ایران، بسیار مورد بحث و گاه نگران‌کننده بوده‌است. در پایان سال ۲۰۲۰، گزارشی از شکل‌گیری موج «مهاجرت توده‌ای» در ایران منتشر شد. در این گزارش، اعلام شد که قشرهای گوناگون مردم این کشور، جهت دستیابی به زندگی و اقتصاد امن و با ثبات‌تر در فکر خروج از کشور و سرازیر شدن به کشورهای دیگر، حتی همسایه هستند. پیش از این دوران، نگرانی‌ها بیشتر در مورد خروج استعدادها، آموزش‌دیدگان و نخبگان ایرانی از این کشور بود؛ اما پس از این دوران، خواهان بودن خروج و مهاجرت از ایران، در طبقه‌های گوناگون اجتماعی، به ویژه در دهک‌های پایین اقتصادی، به سرعت گسترش یافت. تنش بسیار در نرخ ارز، نرخ تورم، رکود شدید اقتصادی و افزایش نرخ بیکاری همراه با «ناامیدی» و «استیصال اجتماعی» از چرایی‌های غالب این رویداد هستند.
نداشتن علاقه به ایران، ناامیدی از آینده، بخش‌بندی مردم به خودی و غیرخودی، مشکلات زیرساختی، روش حکمرانی، ناتوانی در تأمین رفاه و موارد اجتماعی و سیاسی که باعث نبود دلبستگی ذهنی مردم به ایران می‌شوند، چرایی‌های اصلی مهاجرت مردم از ایران هستند. مشکلات برای دولت ایران، تنها با از دست دادن نیروی کار توانمند تمام نمی‌شود و بسیاری از این نیروها پس از مهاجرت، ارتباطی با ایران برقرار نمی‌کنند. تمایل فزاینده به رفتن از ایران و نبود تمایل برای بازگشت به این کشور نیز مشکل دیگری برای حکومت ایران دانسته شده‌است. به‌گونه‌ای که کم‌کم پست‌های گوناگون ایران از افراد توامند خالی و افراد کم‌توان و متوسط جایگزین آنان می‌شوند.
در یک پژوهش انجام شده در مورد مهاجرت از ایران، بیشترین تمایل به مهاجرت از استانهای تهران، البرز و کردستان و کمترین آن از خراسان شمالی، قم و هرمزگان بوده است 
آماری در ۲۰۲۳ نشان می‌داد ایران از دید کیفیت زندگی در انتهای جدول رده‌بندی جهانی جای گرفته و تنها از چهار کشور دیگر، وضعیت بهتری داشت. این رتبه‌بندی ایران را در تمام جنبه‌های رفاه انسان، مسکن، بهداشت و درمان، هزینه‌های زندگی، ترافیک و... در رتبه‌های آخر گذاشته بود.
در سال ۱۳۹۹، شرایط به‌گونه‌ای بوده‌است که ورزشکاران ایرانی نیز برای پناهنده‌نشدن در کشورهای خارجی، پیش از خروج، ضمانت‌های می دادند.

## تاریخچه

### دوران مدرن نخستین و ایران مدرن

#### قاجاریان
در دوران حکومت قاجاریان، مهاجرت آزادی‌خواهان ایران به ترکیه و پاریس، پس از به‌توپ بستن مجلس توسط محمدعلی شاه در دوم تیرماه ۱۲۸۷ خورشیدی انجام شد.

#### پهلوی
شروع دورهٔ اول مهاجرت در این دوران، به‌طور مستقیم با تلاش‌های شاهنشاهی پهلوی برای ایجاد تغییرات اجتماعی و اقتصادی عمیق در جامعه ایران پیوند خورده‌است. عده‌ای از ایرانیان، با ویزای دانشجویی یا توریستی به کشورهای غربی مسافرت می‌کردند و قصد ماندن همیشگی نداشتند. دولت پهلوی که در این دوران، هدف سیاست‌های کلان کشوری را، مدرنیزه و نوین‌سازی ایران قرار داد و با کمبود متخصصان کاردان، در رشته‌های گوناگون روبه‌رو شده بود. در این دوران، رشد بی‌سابقهٔ طبقه میانی جامعه رخ داد و غرب برای بخش‌هایی از جامعه جذابیت‌هایی داشت. موج قابل توجهی از دانشجویان ایرانی، برای آموزش به ایالات متحده آمریکا و کشورهای اروپایی فرستاده شدند تا نیازهای داخلی کشور تأمین شود.

#### جمهوری اسلامی

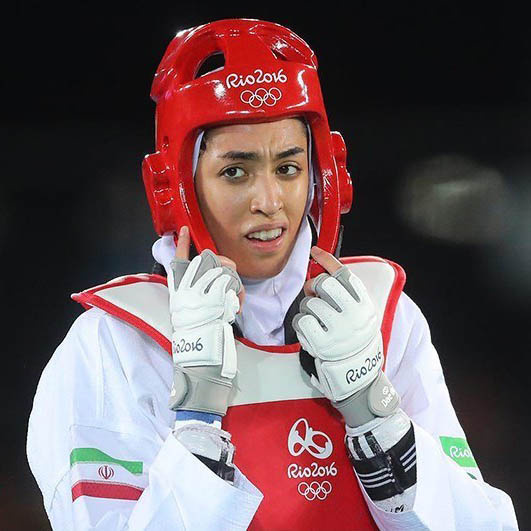
کیمیا علیزاده نخستین زن ایرانی که در بازی‌های المپیک، مدال گرفت، از این کشور مهاجرت کرد. او در پیامی خود را «یکی از میلیون‌ها زن سرکوب شده در ایران» اعلام کرد.

در دوران جمهوری اسلامی ایران، مهاجرت و آمار آن، به مسئله‌ای مهم در ایران تبدیل شد. پس از انقلاب ۱۳۵۷، چندین موج مهاجرتی در ایران به راه افتاد؛ موج نخست به دلایل سیاسی، بلافاصله پس از انقلاب ۱۳۵۷ ایران و بیشتر به سوی ایالات متحده آمریکا، موج دوم به دلایل سیاسی-عقیدتی در ابتدای دههٔ ۱۳۶۰ و بیشتر به سمت اروپا، موج سوم با دلایلی چون داشتن کیفیت زندگی و رفاه بالاتر به سوی کشورهایی همانند کانادا و استرالیا و موج چهارم که به دلایل سیاسی رخ داد و از سال ۱۳۸۸ آغاز شد. بحران‌های اجتماعی، سیاسی و اقتصادی ایران در ابعاد تظاهرات سراسری نمود پیدا کرده‌اند و با همراهی بلایای طبیعی، بر دشواری زندگی در این کشور افزوده‌اند؛ این شرایط، انگیزه‌های مردم برای مهاجرت از ایران را افزایش داده‌است. برآوردهای بسیاری از خسارت سنگین مهاجرت سرمایه‌داران و فرار مغزها از ایران انجام شده‌است که برخی از آنان، از طرف منابع رسمی این کشور تأیید شده‌اند.
با انقلاب ایران ابعاد گوناگون مهاجرت در ایران، همانند شمار مهاجران، تعلقات طبقاتی، دلایل مهاجرت، گروه‌های سنی و دیگر موارد، با تغییرات عمیقی روبرو شدند. تنها میان سال‌های ۱۹۸۰ و ۱۹۸۵، ده‌ها هزار ایرانی در کشورهای غربی درخواست پناهندگی دادند. مهاجرت ایرانیان به کشورهای غربی را در این دوران، می‌توان به دوره‌هایی جداگانه بخش‌بندی کرد. دورهٔ نخست از تابستان سال ۱۹۷۸ میلادی آغاز شد و تا زمستان سال ۱۹۷۹ م ادامه داشت. بیشتر افرادی که در این دوره ایران را ترک کردند، به گونه‌ای با دولت پهلوی در ارتباط بودند. کمی پس از این دوران (سال ۱۹۸۲ میلادی) گروهی از روشنفکران ایرانی، که در گذشته از مخالفان حکومت شاهنشاهی بودند، با شکل‌گیری حکومت جمهوری اسلامی، ایران را ترک کردند و بیشتر به آمریکا، کانادا یا فرانسه رفتند. کمی بعد، موج بزرگی از مهاجرت در میان اقلیت‌های دینی ایران (یهودیان، ارمنیان و آسوری‌ها) شکل گرفت و اکثر آنان، به آمریکا رفتند.
با پدیداری جنگی میان ایران و عراق، ویژگی‌های مهاجران ایرانی، تغییراتی مهم پیدا کرد. از اواسط دههٔ هشتاد، شمار بسیاری از جوانان که به طبقه میانی و نسبتاً مرفه و شهرنشین ایران تعلق داشتند، به دلایل اجتماعی و سیاسی، ایران را به قصد آمریکا و اروپا، به ویژه کشورهایی چون: انگلستان، سوئد، دانمارک، نروژ و سپس آلمان، فرانسه ترک کردند. از میان مهاجران ایرانی، آنانی که به ایالات متحدهٔ آمریکا مهاجرت کردند، از دیدگاه مالی و اجتماعی، بیش از دیگران به موفقیت رسیدند. بیشتر ایرانیان ساکن آمریکا، از تحصیلات بالا برخوردار هستند و در مقایسه با ایرانیان، فقط دو اقلیت هندی و تایوانی وجود دارند که از نظر تحصیلی در آمریکا، از موقعیت بالاتری برخوردارند. میانگین متوسط درآمد ایرانیان در ایالات متحده آمریکا، ۳۶ هزار دلار، رقمی حدوداً ۲۰ درصد بیش از حد متوسط بوده‌است. با پایان جنگ ایران و عراق، هنوز ایرانیان در حال مهاجرت بودند و روند آن متوقف نشد. بر اساس آمار ارائه شده از سوی وزارت کشور ترکیه، شمار ایرانیان غیرقانونی در ترکیه که توسط پلیس این کشور دستگیر شده‌اند، از ۲۱۲۸ تن در سال ۱۹۹۵ میلادی، به ۱۷۲۸۰ تن در سال ۲۰۰۰ میلادی افزایش یافته‌است. بسیاری از این ایرانیان به قصد ارائه‌دادن درخواست پناهندگی در اروپا، ایران را ترک کرده‌اند.
در آبان ۱۳۹۹، کمال حسین‌پور، نماینده سردشت در مجلس با اشاره به ماجرای مرگ پنج عضو یک خانواده ایرانی که قصد پناهندگی به بریتانیا داشتند، گفت که «شرایط به گونه‌ای شده» که مردم ایران مثل این خانواده «هرچه دارند می‌فروشند» تا بتوانند به صورت قاچاق خود را به اروپا برسانند. او با اشاره به وضعیت بد صنعت و کشاورزی در شهر سردشت گفت که در پنج ماه گذشته، «بیش از هزار نفر» از جوانان سردشتی «از کشور مهاجرت کرده‌اند». به گفته وی برخی از مهاجرت‌ها به صورت خانوادگی صورت می‌گیرد و علت آن را ناتوانی افراد در «تأمین معیشت و ادامه زندگی» است.
تصویب طرح صیانت از کاربران در فضای مجازی در مجلس جمهوری اسلامی در سال ۱۴۰۰، جستجوی خیره‌کنندهٔ واژگانی چون «مهاجرت» و «مهاجرت به ترکیه» از ایران در گوگل را در پی داشت. گزارشی در ایندیپندنت فارسی می‌گفت: «تصمیم مجلس شورای اسلامی برای مسدودسازی اینترنت و ایجاد مزاحمت برای شهروندان ایرانی، منجر به افزایش پناهجویان ایرانی در نقاط مختلف جهان خواهد شد».
مبنی بر گفته EUROSTAT ایرانیان در حوزه اخذ ویزای شنگن در طول 2014-2019 به کشورهایی مانند بلژیک، یونان، سوئیس، اتریش، هلند، سوئد، فرانسه، ایتالیا و آلمان تمایل بیشتری نشان داده اند.

## فرار مغزها
فرار مغزها از ایران به شکلی گسترده در ایران رخ می‌دهد و مورد توجه بوده‌است. در سال ۲۰۰۵، مقامات دولتی در ایران اعلام داشتند که هر سال، میان ۱۵۰ هزار تا ۱۸۰ هزار متخصص و افراد آموزش‌دیده، ایران را ترک می‌کنند.
ایالات متحده آمریکا  از مقصد اصلی متخصصان ایرانی محسوب می‌شود. تنها از سال ۱۹۸۸ تا ۱۹۹۸ میلادی، ۱۸۰ هزار ایرانی از سفارت کانادا در ایران، ویزای کار آن کشور را خواستند. در دوران ریاست جمهوری محمود احمدی‌نژاد، نخبه‌ترین دانشجویان دانشگاه‌های ایران، برای ادامه دادن تحصیل، راهی کانادا و آمریکا می‌شدند. هم‌اکنون، اقامت در کشورهای غربی، برای طبقات گوناگون و بخش‌های وسیعی از جامعهٔ ایرانی، جذابیت بسیاری دارد.

## ورزشکاران پناهنده و مهاجر ایرانی

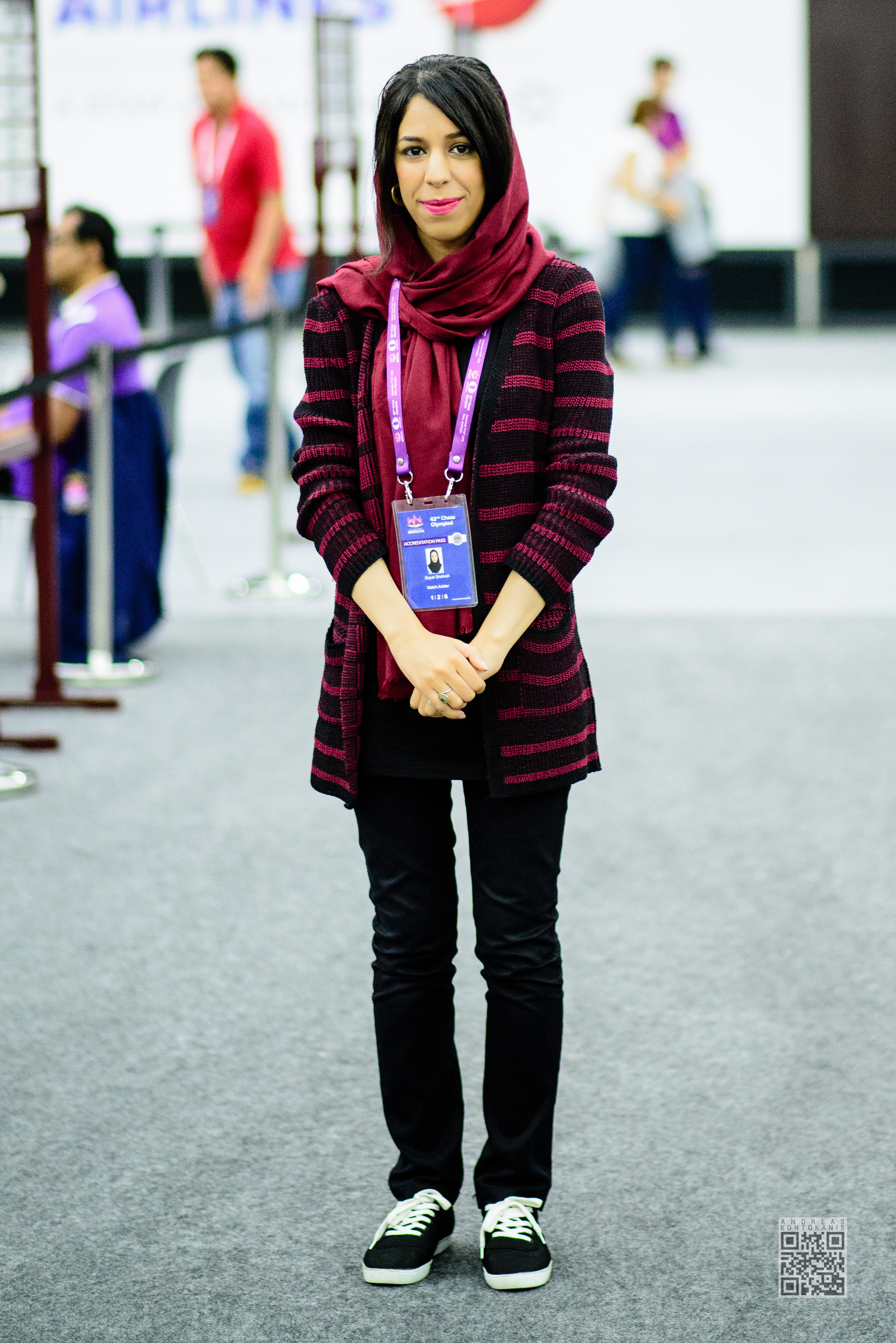
شهره بیات، از داوران برجسته زن شطرنج جهان و تنها سر داور زن از قاره آسیا که ایران را ترک کرد.

مهاجرت و پناهندگی ورزشکاران ایرانی نیز شامل ورزشکاران مهم و مدال‌آور ایرانی می‌شود. به عنوان نمونه، در سال ۱۳۹۸، شماری از نام‌دارترین نخبگان ورزشی ایران، از این کشور مهاجرت کردند. محدودیت‌های سیاسی و اجتماعی از دلایل غالب این مهاجرت‌ها بوده‌اند. نمونه‌های سال ۱۳۹۸، شامل سعید ملایی که دچار مشکل عدم امکان مسابقه‌دادن با حریفان اسرائیلی در ایران شد، از ایران مهاجرت کرد، به آلمان پناهنده شد و ملیت مغولستان را پذیرفت. کیمیا علیزاده که با گرفتن مدال در ریودوژانیرو، تبدیل به نخستین و تنها زن مدال‌آور ایران در تاریخ بازی‌های المپیک شد، از ایران مهاجرت کرد و در اینستاگرام خود نوشت: "من یکی از میلیون‌ها زن سرکوب شده در ایرانم که سال‌هاست هر طور خواستند بازی‌ام دادند. هر کجا خواستند بردند. هر چه گفتند پوشیدم. هر جمله‌ای دستور دادند تکرار کردم. هر زمان صلاح دیدند، مصادره‌ام کردند. مدال‌هایم را پای حجاب اجباری گذاشتند و به مدیریت و درایت خودشان نسبت دادند". وی همچنین بعداً اعلام داشت که قصد دارد برای تیم ملی آلمان مسابقه دهد و اعلام کرد که "من برایشان مهم نبودم. هیچکداممان برایشان مهم نیستیم، ما ابزاریم. فقط آن مدال‌های فلزی اهمیت دارد تا به هر قیمتی که خودشان نرخ گذاشتند از ما بخرند و بهره‌برداری سیاسی کنند، اما همزمان برای تحقیرت، می‌گویند: فضیلت زن این نیست که پاهایش را دراز کند!". علیرضا فیروزجا تنها سوپر استاد بزرگ وقت شطرنج ایران، نوید زنگنه که گلوله خورد و بازداشت نیز شد، شهره بیات که از داوران برجسته زن شطرنج جهان و تنها سر داور زن از قاره آسیا است و علیرضا فغانی داور مطرح ایرانی، از ورزشکارانی هستند که در سال ۱۳۹۸ ایران را ترک کردند.
در سال ۱۳۹۹، عاطفه احمدی از چهره‌های مطرح در اسکی ملی ایران، اعلام داشت که پیش از حضور در مسابقات اسکی ایتالیا، به عنوان ضمانت برای بازگشت به ایران و عدم پناهنده‌شدن در خارج از این کشور، مجبور به ارائه دادن ۲ میلیارد تومان شده‌است.
در ۵ آبان ۱۴۰۰ امید احمدی‌صفا بوکسور سبک‌وزن ایران که برای حضور در مسابقات کیک‌بوکس به همراه تیم ملی کیک‌بوکسینگ ایران در ایتالیا حضور داشت، پس از راهیابی به فینال مسابقات، اردوی تیم را به مقصد آلمان ترک کرد.
در ۱۸ آبان ۱۴۰۰ دو ورزشکار ملی‌پوش به نام‌های علیرضا پیری و امیر غلام‌زادگان در مسابقات پرورش اندام قهرمانی جهان در اسپانیا به ایران بازنگشته و بر اساس گفته رسانه‌ها پناهنده شدند.
در ۲۱ آبان ۱۴۰۰ در مسابقات جهانی پاورلیفتینگ در نروژ، امیر اسدالله‌زاده عضو تیم ملی این رشته ورزشی از بازگشت به ایران خودداری کرده و برای درخواست پناهندگی راهی آلمان شده‌است. وی در نروژ گفت: «سرپرست تیم سردار رضا فیروزی اصرار داشت پیراهنی را بپوشیم که عکس قاسم سلیمانی روی آن نقش بسته. گفتم این اقدام با مقررات ورزشی در تضاد است و منجر به محرومیت‌مان خواهد شد اما تهدید کرد که اگر امتناع کنم، در ایران با برخورد جدی مواجه خواهم شد».
پنجشنبه ۲۵ آذر ۱۴۰۰، شقایق باپیری از پناهنده شدن خود به دلیل محدودیت‌ها برای زنان و حجاب اجباری خبر داد. شقایق باپیری سابقه شش سال عضویت در تیم ملی هندبال زنان ایران و باشگاه سپاهان را دارد و از بازیکنان پرتجربه تیم ایران به‌شمار می‌رود. او پیش‌تر در لیگ هندبال اربیل عراق خانم گل شده بود.
یکتا جمالی، پس از کسب نقره یک‌ضرب در دسته ۸۷ کیلوگرم رقابت‌های قهرمانی وزنه‌برداری دختران جوانان جهان، روز ۲۰ اردیبهشت‌ ۱۴۰۱ در آتن با برنامه قبلی و با هدف مهاجرت به کشوری دیگر هتل محل اقامت تیم ملی را در یونان ترک کرد و از آلمان درخواست پناهندگی کرد.
سید ستار صید  اسکی‌باز پر افتخار‌ این ورزش در ایران در اوایل اردیبهشت ۱۴۰۲ به نروژ پناهنده شد. وی در بازیهای آسیایی سال ۲۰۱۱ مدال برنز برای ایران کسب کرده بود.
سعید منتظر پرچی عضو تیم ملی ورزش بیماران خاص و پیوند اعضای ایران در استرالیا اعلام پناهندگی کرد. وی برای شرکت در مسابقات جام جهانی بیماران خاص و پیوند اعضا به استرالیا سفر کرده بود. او با تیم ملی ورزش بیماران خاص و پیوند اعضای ایران ۲۷ فروردین‌۱۴۰۲ وارد استرالیا شد و در پنج رشته ورزشی مختلف، پنج مدال کسب کرد.
عرفان ناظمی ملی‌پوش تکواندوی ایران در ۸ اردیبهشت ۱۴۰۲ به کانادا مهاجرت کرد و قصد دارد در این کشور دوران قهرمانی خود را دنبال کند. در المپیک ۲۰۲۰ توکیو به مدال نقره این رقابت‌ها که برای اولین بار و به‌صورت آزمایشی برگزار شد، دست یافت. مدال طلای مسابقات جام باشگاه‌های آسیا در سال ۲۰۱۹، مدال طلای جام فجر در سال ۲۰۱۹، مدال برنز جام ریاست فدراسیون جهانی در سال ۲۰۱۹، مدال طلای تیمی جام جهانی در سال‌های ۲۰۱۷ و ۲۰۱۹، مدال طلای تیمی المپیاد دانشجویان جهان در سال ۲۰۱۹ و مدال طلای مسابقات هنرهای رزمی در سال ۲۰۱۷ از افتخارات این ملی‌پوش تکواندوی ایران است.
پریسا جهانفکریان عضو تیم ملی وزنه‌برداری زنان ایران در اردیبهشت ۱۴۰۱ به آلمان مهاجرت کرد و پناهنده شد. وی بیش از پنج سال است در رشته وزنه‌برداری به طور حرفه‌ای فعالیت می‌کند، حدود سه سال عضو تیم ملی ایران بود. با اینکه او در وزنه‌برداری ایران سهمیه المپیک را به عنوان نخستین زن در ایران به‌دست آورده بود، ولی به‌دلیل واکنش کمیته انضباطی به اعتراض او این شانس را از دست داد.
اواخر اردیبهشت ۱۴۰۱ متین بالسینی شناگر تیم ملی ایران به بریتانیا پناهنده شد. وی هشت بار رکورد ۲۰۰ متر پروانه ایران را در استخر مسافت کوتاه و بلند شکست و رکورددار ماده ۲۰۰ متر پروانه ایران بود.
محمد نامجو مطلق کشتی‌گیر تیم ملی جوانان ایران در بهمن ۱۴۰۱  از کشور آلمان درخواست پناهندگی کرد.
فرزاد رستمی کاراته‌کای ایرانی وزن ۷۵ کیلوگرم در بهمن ۱۴۰۱ به سوئیس پناهنده شد. وی در مسابقات کاراته وان پاریس حضور پیدا کرده بود.
در سال ۲۰۱۲ راحله آسمانی تکواندوکار ایران در ۲۳ سالگی به بلژیک پناهنده شد و با تیم ملی تکواندو بلژیک در مسابقات گرند پری تایوان صاحب مدال نقره شد. از سال ۲۰۱۳ تاکنون یک طلا، دو نقره و سه برنز برای این کشور به دست آورده است.
ایمان مهدوی کشتی‌گیر پناهنده در فهرست ورزشکاران پناهنده زیر نظر کمیته بین‌المللی المپیک برای شرکت در المپیک ۲۰۲۴ پاریس قرار گرفت.
محبوبه بربری عضو سابق تیم ملی جودو ایران از سال ۲۰۱۸ در آلمان زندگی می‌کند. او با حضور در رقابت‌های قهرمانی جهانی ۲۰۲۳ در تلاش برای قرار گرفتن در سهمیه المپیک ۲۰۲۴ می‌باشد.
زینب‌کبری موسوی عضو تیم ملی یخ‌نوردی و نایب قهرمان جهان بود که به سوئیس پناهنده شد.
فاطمه روحانی ملی‌پوش باسابقه تیم ملی تکواندو در خرداد ۱۴۰۲ به دلیل «موضوعات سیاسی» از جمله مطالبی انتقادی در شبکه‌های اجتماعی که در طول خیزش سراسری ۱۴۰۱ می‌نوشت، از ایران خارج شد و به آلمان پناهنده شد.
مرجان کلهر نخستین زن المپیکی اسکی در خرداد ۱۴۰۲ به همراه همسرش پوریا ساوه شمشکی، کاپیتان پیشین «اسکی آلپاین» به فرانسه مهاجرت کردند.
پوریا ساوه شمشکی کاپیتان پیشین اسکی آلپاین به همراه همسرش مرجان کلهر در خرداد ۱۴۰۲ به فرانسه مهاجرت کرد.
خرداد ۱۳۹۸ پوریا جلالی‌پور در جریان رقابت‌های جهانی تیروکمان، اردو را ترک کرده و به هلند پناهنده شد.
در سال ۱۴۰۱ رضا روحی قهرمان فوق سنگین وزنه‌برداری در سال ۱۳۹۸، به انگلیس مهاجرت کرد.

## آمار

### کشورهای مقصد
آمریکا بزرگ‌ترین مقصد ایرانیان در مهاجرت بوده‌است. پس از آن به ترتیب: ترکیه، امارات متحده عربی، کانادا، آلمان، مالزی، سوئد، بریتانیا، کویت و استرالیا بیشترین مهاجران ایرانی را می‌پذیرند.در این میان در آمریکای شمالی، کانادا و در اروپا، آلمان و سوئد بیشترین سهم را در انتخاب کشور مقصد مهاجرین داشته‌اند. آلمان به دلیل شرایط ویژه مهاجرتی مانند قوانین فنی حرفه ای و ثبت شرکت و شرایط تحصیل راحت، سهم بیشتری را به خود اختصاص داده‌است.

### اندازهٔ سرمایه و درآمد
کل سرمایهٔ ایرانیان مقیم خارج در سال ۲۰۰۰ میلادی، ۱٫۳ تریلیون دلار گزارش شده‌است. در سال ۲۰۰۰ م، واحد مرکزی خبر در ایران اعلام داشت که ایرانیان در حدود ۲۰۰ تا ۴۰۰ میلیارد دلار در ایالات متحده آمریکا، چین و اروپا سرمایه‌گذاری کردند. همچنین، در سال ۲۰۰۶، کارگران مهاجر اهل ایران، در کل بیش از ۲ میلیارد دلار درآمد داشته‌اند. بر اساس گزارشی وابسته به BBC، ایرانیان بریتانیا از موفقیت اقتصادی بالایی برخوردار هستند و اعلام شده‌است که ۲۴٫۱۹ درصد از ایرانیان مقیم انگلیس، در پست‌هایی با درآمد بالا کار می‌کنند.

## بر پایه پیشه

### کارکنان بخش بهداشت و درمان
در سال ۱۳۹۹ گزارشی منتشر شد که در طول ۱۰ ماه، بیش از ۳ هزار پزشک از این کشور مهاجرت کرده‌اند.